# Günther Prien
El Korvettenkapitän Günther Prien (16 de gener de 1908 – presumiblement 7 de març de 1941) va ser un va ser un comandant de submarins alemany durant la Segona Guerra Mundial, sent un As de la Profunditat de la primera part de la guerra, i el primer comandant de submarí en obtenir la Creu de Cavaller de la Creu de Ferro, i el primer membre de la Kriegsmarine en afegir-hi les Fulles de Roure (en el moment de rebre-la era la màxima condecoració a la valentia d'Alemanya) 
Sota el comandament de Prien, el submarí U-47 va enfonsar més de 30 vaixells aliats, totalitzant unes 200.000 tones. El seu èxit més famós va ser l'enfonsament del cuirassat HMS Royal Oak, mentre que es trobava ancorat a la base de la Home Fleet de Scapa Flow.

## Biografia
Günter Prien va ser un dels 3 fills d'un jutge. Nascut a Osterfeld, a la província de Saxònia, Prússia, i després que els seus pares es divorciessin es crià a Leipzig. Prien s'uní a la Handelsmarine (la marina mercant alemanya) a mitjans de 1923, estudiant tres mesos a l'Escola de Marineria de Finkenwerder, Hamburg, abans de sortir al mar com a mosso al veler de 3 pals Hamburg. El seu primer viatge va ser a les Açores, Pensacola, Hobart (Tasmània) i Falmouth. Mentre que navegaven cap a Cork a l'octubre de 1925, van ser sorpresos per una tempesta que els va fer naufragar prop de Dublín. El vaixell va ser abandonat i declarat inútil. Prien i la resta de la tripulació van ser portats a Bremerhaven i després a Hamburg, on Prien va rebre els seus papers com a mariner i descobrí que l'import dels estris que havien arribat a bord superaven els seus sis mesos de pagues.
Animat pel seu certificat, Prien s'afegí ràpidament a la tripulació de l'Oldenburg. Mentre que encara era un mariner ordinari a bord de l'Oldenburg, Prien va conèixer Jost Metzler, qui després comandaria el submarí U-69 a la seva ala.
Després de diversos anys treballant i estudiant com a mariner, Prien superà els exàmens, obtenint la seva llicència de pilot i d'operador de ràdio. Signà el seu primer butlletí com a oficial, esdevenint el Quart Oficial al transatlàntic San Francisco. Tot just havia assumit les seves responsabilitats que el vaixell topà amb un altre vaixell, el Karlsruhe, enmig d'una densa boira al canal prop del far de Hoheweg. Prien, que havia anat a proa per supervisar els preparatius per llançar l'àncora com a precaució, va ser el primer a descobrir la llum del Karlsruhe a la boira. Setmanes després va ser sotmès a una investigació sobre l'accident al Tribunal Naval de Bremerhaven, tement que podria ser considerat culpable de la col·lisió i que podria perdre la seva recent estrenada llicència, acabant la seva carrera a la marina mercant tot just quan l'havia començat, però el tribunal sentencià que l'únic culpable de l'accident havia estat el temps.
Prien aprovà el seu examen de capità i rebé la Llicència Principal el gener de 1932, però no va poder trobar feina a causa de la manca de feina a la indústria naviliera alemanya durant els anys de la depressió. Tornà a Leipzig, i en tampoc trobar treball allà, es va veure obligat a dirigir-se finalment al Comitè d'Assistència per subsistir. Enfadat pel govern inútil i corrupte, que semblava impotent davant del desastre econòmic que assotava el país, s'uní al Partit Nacional Socialista al març de 1932.  Avorrit i inquiet, a l'agost de 1932 s'uní al cos de treball voluntari de Vogtsberg at Olsnitz, on va cavar rases durant mesos, ascendint ràpidament al rang de Cap de Grup i adjunt al comandant del camp.
En sentir que la Marina donava comissions als oficials de la marina mercant per tal d'omplir les vacants després de la pèrdua del Niobe, Prien es dirigí a la Reichsmarine, el 16 de gener de 1933 i va ser acceptat com a "Oficial Aspirant", amb el rang de mariner ordinari. Va realitzar l'entrenament ordinari i serví a bord del creuer lleuger Königsberg abans de ser destinat a l'escola d'entrenament dels submarins a Kiel. En finalitzar el curs va ser destinat a bord del U-26 a les drassanes de la Deutsche Schiff- und Maschinenbau AG (Deschimag) a Bremen com a Primer Oficial de Guaita. El U-26 en aquells moments estava comandat pel Kapitänleutnant Werner Hartmann. El U-26 va realitzar dues patrulles durant el 1937 (una entre el 6 de maig i el 15 de juny i l'altre entre el 15 de juliol i el 30 d'agost) durant la Guerra Civil espanyola.
Prien va ser ràpidament promogut de rang de Fähnrich zur See el 1933 a Oberfähnrich zur See el 1935; Leutnant zur See també el 1935 i Oberleutnant zur See el 1937. Va ser nomenat per comandar el nou submarí tipus VII-B U-47 en la seva comissió (17 de desembre de 1938) i promogut a Kapitänleutnant l'1 de febrer de 1939. Prien es casà amb la seva promesa Ingeborg el 1939, amb la que va tenir dues filles, Birgit i Dagmar.

### Servei durant la Segona Guerra Mundial

#### Primera patrulla
La Segona Guerra Mundial comença durant la primera patrulla del U-47 de Prien. Salpà de Kiel el 19 d'agost de 1939 per realitzar una patrulla de 28 dies. El 5 de setembre va enfonsar el mercant britànic SS Bosnia, la segona víctima dels U-boots de la guerra. Durant els següents dos dies Prien va enfonsar dos vaixells més. El U-47 tornà a Kiel el 15 de setembre.

#### Segona patrulla: Scapa Flow

Infiltració del U-47 a Scapa Flow

El 14 d'octubre de 1939, Prien s'arriscà a aigües poc fondes, bancs desconeguts, corrents difícils i a la detecció dels defensors per penetrar a la principal base de la Royal Navy, Scapa Flow. Tot i que la major part de la Home Fleet es trobava al mar, Prien enfonsà el cuirassat HMS Royal Oak i tornà a casa amb fama instantània. Va ser condecorat personalment per Adolf Hitler amb la Creu de Cavaller de la Creu de Ferro, sent el primer mariner del servei submarí en rebre-la i el segon de tota la Kriegsmarine. La missió a Scapa Flow va estar reservada només per a voluntaris; Prien no va dubtar en acceptar la missió. En un símbol de la naturalesa voluntària de la missió, Prien parlà a la seva tripulació mentre que el U-47 estava davant de Scapa Flow, i perquè estiguessin informats, anuncià que qui no volgués participar podia abandonar el vaixell immediatament. Òbviament, ningú no acceptà l'oferiment de desembarcar enmig del mar del Nord. Prien rebé el sobrenom de Der Stier von Scapa Flow ("El brau de Scapa Flow"); a la torreta del U-47 es pintà un brau rebufant, i aviat es convertí en l'emblema de tota la 7a Flotilla d'U-boats. Dos membres de la tripulació de Scapa Flow també rebrien la Creu de Cavaller de la Creu de Ferro durant la II Guerra Mundial: el cap enginyer Johann-Friedrich Wessels i el 1r oficial de guaita, Engelbert Endrass.
El comandament naval alemany va mantenir en secret, però, que Prien havia disparat un total de 7 torpedes contra el seu objectiu, dels quals 5 van fallar a causa dels problemes de direcció i profunditat i pels seus sistemes de detonació magnètica. Aquests problemes van continuar acossant les tripulacions dels submarins durant molt de temps, i particularment durant la invasió alemanya de Noruega, quan els U-boats no van poder mantenir la Royal Navy a la badia.
Prien narrà l'atac al llibre Mein Weg nach Scapa Flow, publicat el 1940.

#### Tercera patrulla
El U-47 tornà a salpar sota el comandament de Prien el 16 de novembre de 1939. Atacaren un creuer britànic el 28 de novembre. Prien l'havia identificat com un creuer classe London. Prien disparà una salva de 3 torpedes i va creure que l'havia tocat com a mínim un. Observà pel periscopi com un torpede impactava a la popa del vaixell, causant que els avions muntats al lateral caiguessin per la borda. Prien emergí i intentà perseguir el creuer, però va haver d'abandonar a causa de les càrregues de profunditat llançades pels escortes. El creuer era el HMS Norfolk, que va quedar malmès pel torpede que explotà a prop. L'atac aparegué al Wehrmachtbericht del 29 de novembre de 1939, afirmant-se la destrucció del creuer. El diari de guerra del Befehlshaber der U-Boote (BdU) del 17 de desembre de 1939 afirmava que encara que es veié com rebia l'impacte d'un torpede, el creuer no havia estat enfonsat.
El 5 de desembre de 1939 el U-47 albirà 12 mercants escortats per 3 destructors. Prien disparà 3 torpedes enfonsant el vapor britànic Navasota del comboi OB 46 quan es dirigia cap a Buenos Aires, matant 37 mariners. L'endemà, a les 20:29 enfonsà el petroler noruec Britta, matant 6 dels seus tripulants; seguit pel Tajandoen neerlandès el 7 de desembre de 1939. El 8 de desembre, Wessels informà que el vaixell només disposava del combustible necessari per tornar a port. El BdU ordenà al U-47 que tornessin, arribant a Kiel el 18 de desembre.

#### Darreres patrulles
Entre els vaixells enfonsats pel U-47 estava el SS Arandora Star, que transportava 1.200 civils alemanys i italians internats i 86 alemanys presoners de guerra que eren traslladats al Canadà. A més es van perdre 800 vides més.
El 1940, gràcies als resultats de les darreres patrulles i els atacs contra la navegació mercant aliada, Prien va afegir les Fulles de Roure a la seva Creu de Cavaller el 1940.
Poc després que Prien fos promogut al rang de Korvettenkapitän, el U-47 va desaparèixer el 7 de març de 1941, mentre que atacava el Comboi OB-293. L'opinió generalitzada és que va ser enfonsat pel destructor britànic HMS Wolverine a l'oest d'Irlanda; el submarí va ser atacat pel Wolverine i pel HMS Verity, que es cobrien mútuament amb l'ASDIC i mentre llançaven càrregues de profunditat fins que el U-47 emergí gairebé fins a la superfície abans d'enfonsar-se i explotar amb una flamarada taronja visible des de la superfície.
Fins a la data no hi ha cap explicació oficial del que passà al U-47 i als seus 45 tripulants, tot i que existeix una gran varietat de possibilitats, incloent les mines, una fallada mecànica, caure víctima dels seus propis torpedes i una possibilitat que fos atacat per l'equip de corbetes HMS Camellia i Arbutus.
La mort de Prien va ser mantinguda en secret fins al 23 de maig. Churchill ho anuncià personalment a la Cambra dels Comuns, i les emissions de propaganda dirigides cap a Alemanya van llançar en diverses ocasions als seus oients a Alemanya la següent pregunta: «On està Prien?» fins que Alemanya es va veure obligada a reconèixer la seva pèrdua.
Tot i que Prien només va estar al mar poc menys de dos anys, els seus registres figuren entre els Assos de les Profunditats. Va passar 238 dies al mar, enfonsant 30 vaixells enemics amb un tonatge total de 193.808 GRT.

## Llegat
L'actor alemany Dieter Eppler interpretà Günter Prien a la pel·lícula alemanya de 1958 U 47 – Kapitänleutnant Prien, dirigida per Harald Reinl.
Günter Prien va ser considerat com a homònim pel destructor de míssils guiats Lutjens. La llegenda que envolta Prien, que s'allunyà del nazisme i que esdevingué un membre de la resistència alemanya i que va estar captiu a la presó de la Werhmacht de Torgau, es demostrà que era falsa. Finalment, s'escollí el nom Lutjens, en honor de l'almirall Günther Lütjens.

## Sumari de la carrera

### Patrulles
| Historial de Günther Prien | Historial de Günther Prien | Historial de Günther Prien | Historial de Günther Prien | Historial de Günther Prien | Historial de Günther Prien | Historial de Günther Prien |
| -------------------------- | -------------------------- | -------------------------- | -------------------------- | -------------------------- | -------------------------- | -------------------------- |
|                            | Sortida                    | Sortida                    | Arribada                   | Arribada                   | Tipus                      | Dies al mar                |
| 1                          | 19/08/1939                 | Kiel                       | 15/09/1939                 | Kiel                       | Patrulla                   | 28                         |
| 2                          | 08/10/1939                 | Kiel                       | 17/10/1939                 | Wilhelmshaven              | Patrulla                   | 10                         |
| 3                          | 20/10/1939                 | Wilhelmshaven              | 21/10/1939                 | Kiel                       |                            | 1                          |
| 4                          | 16/11/1939                 | Kiel                       | 18/12/1939                 | Kiel                       | Patrulla                   | 33                         |
| 5                          | 29/02/1940                 | Kiel                       | 05/03/1940                 | Wilhelmshaven              |                            | 6                          |
| 6                          | 11/03/1940                 | Wilhelmshaven              | 29/03/1940                 | Wilhelmshaven              | Patrulla                   | 19                         |
| 7                          | 03/04/1940                 | Wilhelmshaven              | 26/04/1940                 | Kiel                       | Patrulla                   | 24                         |
| 8                          | 03/06/1940                 | Kiel                       | 06/07/1940                 | Kiel                       | Patrulla                   | 34                         |
| 9                          | 27/08/1940                 | Wilhelmshaven              | 25/09/1940                 | Lorient (França)           | Patrulla                   | 30                         |
| 10                         | 14/10/1940                 | Lorient                    | 23/10/1940                 | Lorient                    | Patrulla                   | 10                         |
| 11                         | 03/11/1940                 | Lorient                    | 06/12/1940                 | Lorient                    | Patrulla                   | 34                         |
| 12                         | 20/02/1941                 | Lorient                    | 07/03/1941                 | Enfonsat                   | Patrulla                   | 16                         |
| Total                      | Total                      | Total                      | Total                      | Total                      | Total                      | 238                        |

### Vaixells atacats
Durant la seva carrera, Prien enfonsà 30 vaixells comercials de 162.769 GRT, un vaixell de guerra de 29.150 GRT; a més de causar danys a 8 vaixells comercials (62.751 GRT) i 1 vaixell de guerra (10.035 GRT)
| Patrulla | Data                    | Vaixell                | Nacionalitat | Tonatge | Destí                                               |
| -------- | ----------------------- | ---------------------- | ------------ | ------- | --------------------------------------------------- |
| 1        | 5 de setembre de 1939   | SS Bosnia              | britànic     | 2.407   | Enfonsat a 45° 29′ N, 09° 45′ O / 45.483°N,9.750°O  |
| 1        | 6 de setembre de 1939   | SS Rio Claro           | britànic     | 4.086   | Enfonsat a 46° 30′ N, 12° 00′ O / 46.500°N,12.000°O |
| 1        | 7 de setembre de 1939   | SS Gartavon            | britànic     | 1.777   | Enfonsat a 47° 04′ N, 11° 32′ O / 47.067°N,11.533°O |
| 2        | 14 d'octubre de 1939    | HMS Royal Oak          | britànic     | 29.150  | Enfonsat a 58° 55′ N, 02° 59′ O / 58.917°N,2.983°O  |
| 4        | 28 de novembre de 1939  | HMS Norfolk            | britànic     | 10.035  | Danyat                                              |
| 4        | 5 de desembre de 1939   | SS Novasota            | britànic     | 8.795   | Enfonsat a 50° 43′ N, 10° 16′ O / 50.717°N,10.267°O |
| 4        | 6 de desembre de 1939   | MV Britta              | noruec       | 6.214   | Enfonsat a 49° 19′ N, 05° 35′ O / 49.317°N,5.583°O  |
| 4        | 7 de desembre de 1939   | MV Tajandoen           | neerlandès   | 8.159   | Enfonsat a 49° 09′ N, 04° 51′ O / 49.150°N,4.850°O  |
| 5        | 25 de març de 1940      | SS Britta              | danès        | 1.146   | Enfonsat a 60° 00′ N, 04° 19′ O / 60.000°N,4.317°O  |
| 8        | 14 de juny de 1940      | SS Balmoralwood        | britànic     | 5.834   | Enfonsat a 50° 19′ N, 10° 28′ O / 50.317°N,10.467°O |
| 8        | 21 de juny de 1940      | SS San Fernando        | britànic     | 13.056  | Enfonsat a 50° 20′ N, 10° 24′ O / 50.333°N,10.400°O |
| 8        | 24 de juny de 1940      | SS Cathrine            | panameny     | 1.885   | Enfonsat a 50° 08′ N, 14° 00′ O / 50.133°N,14.000°O |
| 8        | 27 de juny de 1940      | SS Lenda               | norueg       | 4.005   | Enfonsat a 50° 12′ N, 13° 18′ O / 50.200°N,13.300°O |
| 8        | 27 de juny de 1940      | SS Leticia             | neerlandès   | 2.580   | Enfonsat a 50° 11′ N, 13° 15′ O / 50.183°N,13.250°O |
| 8        | 29 de juny de 1940      | SS Empire Toucan       | britànic     | 4.421   | Enfonsat a 49° 20′ N, 13° 52′ O / 49.333°N,13.867°O |
| 8        | 30 de juny de 1940      | SS Georgios Kyriakides | grec         | 4.201   | Enfonsat a 50° 25′ N, 14° 33′ O / 50.417°N,14.550°O |
| 8        | 2 de juliol de 1940     | SS Arandora Star       | britànic     | 15.501  | Enfonsat a 55° 20′ N, 10° 33′ O / 55.333°N,10.550°O |
| 9        | 2 de septembre de 1940  | SS Ville de Mons       | belga        | 7.463   | Enfonsat a 58° 20′ N, 12° 00′ O / 58.333°N,12.000°O |
| 9        | 4 de septembre de 1940  | SS Titan               | britànic     | 9.035   | Enfonsat a 58° 14′ N, 15° 50′ O / 58.233°N,15.833°O |
| 9        | 7 de septembre de 1940  | SS Neptunian           | britànic     | 5.155   | Enfonsat a 58° 27′ N, 17° 17′ O / 58.450°N,17.283°O |
| 9        | 7 de septembre de 1940  | SS José de Larrinaga   | britànic     | 5.303   | Enfonsat a 58° 30′ N, 16° 10′ O / 58.500°N,16.167°O |
| 9        | 7 de septembre de 1940  | SS Gro                 | noruec       | 4.211   | Enfonsat a 58° 30′ N, 16° 10′ O / 58.500°N,16.167°O |
| 9        | 9 de septembre de 1940  | SS Possidon            | grec         | 3.840   | Enfonsat a 56° 43′ N, 09° 16′ O / 56.717°N,9.267°O  |
| 9        | 21 de septembre de 1940 | SS Elmbank             | britànic     | 5.156   | Danyat a 55° 20′ N, 22° 30′ O / 55.333°N,22.500°O   |
| 10       | 19 d'octubre de 1940    | SM Uganda              | britànic     | 4.966   | Enfonsat a 56° 35′ N, 17° 15′ O / 56.583°N,17.250°O |
| 10       | 19 d'octubre de 1940    | MV Shirak              | belga        | 6.023   | Danyat a 57° 00′ N, 16° 53′ O / 57.000°N,16.883°O   |
| 10       | 19 d'octubre de 1940    | SS Wandby              | britànic     | 4.947   | Enfonsat a 56° 45′ N, 17° 07′ O / 56.750°N,17.117°O |
| 10       | 20 d'octubre de 1940    | SS La Estancia         | britànic     | 5.185   | Enfonsat a 57° N, 17° O / 57°N,17°O                 |
| 10       | 20 d'octubre de 1940    | SS Whitford Point      | britànic     | 5.026   | Enfonsat a 56° 38′ N, 16° 00′ O / 56.633°N,16.000°O |
| 10       | 20 d'octubre de 1940    | MV Athelmonarch        | britànic     | 8.995   | Danyat a 56° 45′ N, 15° 58′ O / 56.750°N,15.967°O   |
| 11       | 8 de novembre de 1940   | MV Gonçalo Velho       | portuguès    | 8.995   | Danyat a 52° 30′ N, 17° 30′ O / 52.500°N,17.500°O   |
| 11       | 2 de desembre de 1940   | SS Ville d'Arlon       | belga        | 7.555   | Enfonsat a 55° 00′ N, 18° 30′ O / 55.000°N,18.500°O |
| 11       | 2 de desembre de 1940   | MV Conch               | britànic     | 8.376   | Danyat a 55° 40′ N, 19° 00′ O / 55.667°N,19.000°O   |
| 11       | 2 de desembre de 1940   | MV Dunsley             | britànic     | 8.376   | Danyat a 54° 41′ N, 18° 41′ O / 54.683°N,18.683°O   |
| 12       | 26 de febrer de 1941    | SS Kasongo             | belga        | 5.254   | Enfonsat a 55° 50′ N, 14° 20′ O / 55.833°N,14.333°O |
| 12       | 26 de febrer de 1941    | MV Diala               | britànic     | 8.106   | Danyat a 55° 50′ N, 14° 00′ O / 55.833°N,14.000°O   |
| 12       | 26 de febrer de 1941    | MV Rydboholm           | suec         | 3.197   | Enfonsat a 55° 32′ N, 14° 24′ O / 55.533°N,14.400°O |
| 12       | 26 de febrer de 1941    | MV Borgland            | noruec       | 3.636   | Enfonsat a 55° 45′ N, 14° 29′ O / 55.750°N,14.483°O |
| 12       | 28 de febrer de 1941    | SS Holmlea             | britànic     | 4.233   | Enfonsat a 54° 24′ N, 17° 25′ O / 54.400°N,17.417°O |
| 12       | 7 de març de 1941       | MV Terje Viken         | britànic     | 8.106   | Danyat a 60° 00′ N, 12° 50′ O / 60.000°N,12.833°O   |

### Promocions
Fähnrich zur See - 1 de març de 1933
 Oberfähnrich zur See – 1 de gener de 1935
 Leutnant zur See – 1 d'abril de 1935
 Oberleutnant zur See – 1 de gener de 1937
 Kapitänleutnant – 1 de febrer de 1939
 Korvettenkapitän – 18 de març de 1941

### Condecoracions
Creu dels 4 anys de Servei – 22 de gener de 1937
 Creu de Ferro 1939 de 2a Classe - 25 de setembre de 1939
 Creu de Ferro 1939 de 1a Classe - 17 d'octubre de 1939
Insígnia de Guerra dels Submarins amb Diamants
Daga d'Honor de la Kriegsmarine amb Diamants
 Creu de Cavaller de la Creu de Ferro amb Fulles de Roure
 Creu de Cavaller de la Creu de Ferro – 18 d'octubre de 1939 com a Kapitänleutnant i comandant del U-47
 Fulles de Roure (5è) – 20 d'octubre de 1940 com a Kapitänleutnant i comandant del U-47
 8 mencions al Wehrmachtbericht (29 de novembre de 1939, 28 de juny de 1940, 1 de juliol de 1940, 6 de juliol de 1940, 10 de setembre de 1940, 25 de setembre de 1940, 20 d'octubre de 1940 i 23 de maig de 1941)

### Mencions al Wehrmachtbericht
| Data                              | Text original aparegut al Wehrmachtbericht en alemany | Traducció |
| --------------------------------- | --- | --- |
| Dimecres, 29 de novembre de 1939  | Wie bereits durch Sondermeldung bekanntgegeben, ist ein britischer schwerer Kreuzer der "London" Klasse durch Kapitänleutnant Prien ostwärts der Shetland-Inseln torpediert und vernichtet worden. | Com ja s'havia anunciat, el Kapitänleutnant Prien ha torpedinat i destruït un creuer pesant britànic de la classe Londres a l'est de les illes Shetland. |
| Divendres, 28 de juny de 1940     | Kapitänleutnant Prien meldet die Versenkung von 40 100 BRT feindlichen Handelsschiffsraums. | El Kapitänleutnant Prien informa de l'enfonsament de 40.100 GRT de mercants enemics. |
| Dilluns, 1 de juliol de 1940      | Kapitänleutnant Prien hat in den letzten Tagen weitere feindliche Handelsschiffe vernichtet; die im OKW-Bericht vom 28. Juni bekanntgegebene Versenkungsziffer seines Bootes erhöht sich dadurch auf 51 086 BRT. | El Kapitänleutnant Prien ha destruït més vaixells enemics als darrers dies; ha informat al OKW que el tonatge enfonsat a l'infome del 28 de juny s'ha incrementat fins a 51.086 GRT. |
| Dissabte, 6 de juliol de 1940     | Kapitänleutnant Prien hat mit seinem Unterseeboot auf der soeben beendeten Fahrt gegen den Feind insgesamt 66 587 BRT feindlichen Handelsschiffsraums versenkt. Dies ist das bisher höchste Ergebnis einer einzigen Feindfahrt. | El Kapitänleutnant Prien amb el seu submarí ha enfonsat 66.587 GRT de navegació mercant enemiga en la patrulla contra l'enemic que tot just ha acabat. De lluny és el màxim resultat d'una única patrulla. |
| Dimarts, 10 de septembre de 1940  | Ein Unterseeboot unter Führung des Kapitänleutnant Prien, von dem am 8. de septembre de bereits ein Teilergebnis von 33 400 BRT gemeldet worden ist, hat auf einer Unternehmung insgesamt sechs bewaffnete Handelsschiffe mit 40 250 BRT versenkt. Ein weiterer Dampfer wurde beschädigt. | El submarí comandat pel Kapitänleutnant Prien, que informà el passat 8 de setembre d'un resultat parcial de 33.400 GRT, en una missió ha enfonsat 6 mercants armats de 40.250 GRT. Un vapor més ha resultat malmès. |
| Dimecres, 25 de septembre de 1940 | Das Gesamtversenkungsergebnis des Kapitänleutnants Prien auf seiner letzten Feindfahrt hat sich auf 45 130 BRT erhöht. Damit hat Kapitänleutnant Prien außer der Vernichtung des britischen Schlachtschiffes "Royal Oak" 151 400 BRT feindlichen Handelsschiffsraums versenkt. Er steht mit diesen Erfolgen an der Spitze aller Unterseebootkommandanten. | El resultat acumulat de la darrera patrulla del Kapitänleutnant Prien s'ha incrementat a 45.130 GRT. El tonatge total de mercants enemics enfonsats pel Kapitänleutnant Prien, excloent la destrucció del cuirassat britànic Royal Oak, ascendeix a 151.400 GRT. Amb aquests èxits encapçala la llista de comandants d'U-boot.                                                                                |
| Diumengre, 20 d'octubre de 1940   | An dieser Versenkungsziffer ist das Unterseeboot des Kapitänleutnants Prien mit acht Schiffen von zusammen 50 500 BRT beteiligt. Kapitänleutnant Prien hat damit als erster der Unterseebootkommandanten die 200 000 Tonnen-Grenze überschritten. Mit einer Gesamtversenkungsziffer von 202 000 BRT feindlichen Handelsschiffsraums steht er weiter an der Spitze aller Unterseebootskommandanten.                                                           | El tonatge enfonsat inclou 8 vaixells de 50.500 GRT enfonsats pel U-boot del Kapitänleutnant Prien. El Kapitänleutnant Prien és el primer comandant d'U-boot que supera les 200.000 GRT. Encara encapçala la llista de comandants d'U-boot amb un tonatge combinat de navegació mercant enemiga de 202.000 GRT.                                                                                               |
| Divendres, 23 de maig de 1941     | Das von Korvettenkapitän Günter Prien geführte Unterseeboot ist von seiner letzten Fahrt gegen den Feind nicht zurückgekehrt. Mit dem Verlust dieses Bootes muß gerechnet werden. Korvettenkapitän Günter Prien, der Held von Scapa Flow, der vom Führer in Anerkennung seiner überragenden Verdienste mit dem Eichenlaub zum Ritterkreuz des Eisernen Kreuzes ausgezeichnet worden war, und seine tapfere Besatzung leben im Herzen aller Deutschen weiter. | L'U-boot sota el comandament del Korvettenkapitän Günter Prien no ha tornat de la seva darrera patrulla contra l'enemic. S'ha d'assumir la pèrdua de la nau. El Korvettenkapitän Günter Prien, l'heroi de Scapa Flow, que havia rebut les Fulles de Roure de la Creu de Cavaller de la Creu de Ferro pels seus mèrits excepcionals, i la seva valenta tripulació, continuarà vivint a tots els cors alemanys. |